# Park Sang-young
Park Sang-young (kor. 박 상영, ur. 16 października 1995 w Jinju) – południowokoreański szermierz szpadzista, dwukrotny medalista igrzysk olimpijskich, mistrzostw świata i trzykrotny medalista igrzysk azjatyckich.
Na igrzyskach olimpijskich w Rio de Janeiro w 2016 roku wywalczył złoty medal indywidualnie, pokonując w finale Węgra Gézę Imrego 15:14. Na tej samej imprezie był też piąty w zawodach drużynowych. Na igrzyskach olimpijskich w Tokio Koreańczycy w składzie: Park Sang-young, Ma Se-geon, Song Jae-ho i Kweon Young-jun zdobyli brązowy medal drużynowo. W rywalizacji indywidualnej zajął tym razem siódmą pozycję. 
Podczas mistrzostw świata w Kazaniu (2014) reprezentacja Korei w składzie: Jung Jin-sun, Kweon Young-jun, Park Kyoung-doo i Park Sang-young zajęła drugie miejsce w zawodach drużynowych. Wynik ten Koreańczycy powtórzyli na mistrzostwach świata w Wuxi (2018). 
Ponadto zdobył złoty medal drużynowo na igrzyskach azjatyckich w Inczon (2014) oraz srebrny indywidualnie i brązowy drużynowo podczas igrzysk azjatyckich w Dżakarcie (2018).